# Gorō Shimura
Gorō Shimura (志村 五郎?, Shimura Gorō; Hamamatsu, 23 febbraio 1930 – Osaka, 3 maggio 2019) è stato un matematico giapponese, Professore emerito alla Princeton University fino alla morte.

## Biografia e carriera
Shimura è stato un collega e un amico di Yutaka Taniyama, e con lui produsse la congettura di Taniyama–Shimura, poi dimostrata come Teorema (noto ora anche come teorema di modularità).
Shimura e Taniyama scrissero un trattato sulla moltiplicazione complessa per varietà abeliane, teoria che contribuirono a fondare. Shimura scrisse una serie di importanti articoli che estendevano i fenomeni osservati nella teoria della moltiplicazione complessa e delle forme modulari a dimensioni superiori. Questi lavori confluirono anche nella cosiddetta "raccolta di dati grezzi" per la costruzione del "Programma Langlands".
Shimura introdusse il concetto di varietà di Shimura, che è la generalizzazione a dimensione maggiore di uno di una curva modulare. La definizione di varietà di Shimura è alquanto complicata: informalmente essa riporta la stessa relazione che c'è tra curve ellittiche e curve modulari ma a generali strutture di Hodge.
Shimura stesso ha descritto il suo approccio come "empirico" ("phenomenological"): il suo interesse è trovare nuovi tipi di comportamenti interessanti nella teoria delle forme automorfe. Egli preferisce un approccio "romantico", che è qualcosa che lui non vede molto nelle giovani generazioni di matematici. Una affermazione di questo tipo trova giustificazione nel fatto che il suo approccio giovanile alla matematica avvenne in maniera informale in una Università giapponese smembrata, (immediato dopoguerra), in cui gli studenti affrontavano lo studio nei contenuti e nei modi che preferivano, e senza alcun altro incentivo che non fosse la possibilità e la volontà di apprendere.
In tale contesto maturò la caotica ed eclettica creazione che produsse, con Yutaka Taniyama la congettura di Taniyama–Shimura di cui Shimura fu, per motivi contingenti, il formale estensore (in seguito al suicidio di Tanyama). La congettura, poi compiutamente dimostrata da altri nel 1999 e ora nota come teorema di modularità, si è dimostrata di valenza notevolissima, ed ha permesso tra l'altro la dimostrazione, da parte di Andrew Wiles e del suo studente Richard Taylor nel 1994, dell'Ultimo teorema di Fermat, ed ha, probabilmente, fortemente condizionato la vita dello stesso Shimura. Shimura ha detto che la sua prima reazione alla dimostrazione di Wiles del caso semistabile del teorema fu: "Te l'avevo detto".
Tra le numerose onorificenze e premi, Shimura ha ricevuto il Premio Cole per la teoria dei numeri nel 1976, e il premio Steele alla carriera nel 1996, entrambi dall'American Mathematical Society.
Shimura aveva l'hobby di risolvere problemi shōgi e di collezionare antiche porcellane giapponesi (porcellana di Imari), su cui ha pubblicato un testo per appassionati.

## Opere

### Libri di matematica
- Automorphic Functions and Number Theory, Lecture Notes in Mathematics, Vol. 54, Paperback, Springer, 1968, ISBN 978-3-540-04224-2.
- Introduction to the Arithmetic Theory of Automorphic Functions, Paperback, Princeton University Press, 1º agosto 1971, ISBN 978-0-691-08092-5. - Pubblicato da Iwanami Shoten in Giappone.
- Euler Products and Eisenstein Series, CBMS Regional Conference Series in Mathematics, Paperback, American Mathematical Society, 1º luglio 1997, ISBN 978-0-8218-0574-9.
- Abelian Varieties with Complex Multiplication and Modular Functions, Hardcover, Princeton University Press, 8 dicembre 1997, ISBN 978-0-691-01656-6.
- Arithmeticity in the Theory of Automorphic Forms, Mathematical Surveys and Monographs, Paperback, American Mathematical Society, 22 agosto 2000, ISBN 978-0-8218-2671-3.
- Arithmetic and Analytic Theories of Quadratic Forms and Clifford Groups, Mathematical Surveys and Monographs, Hardcover, American Mathematical Society, 1º marzo 2004, ISBN 978-0-8218-3573-9.
- Elementary Dirichlet Series and Modular Forms, Springer Monographs in Mathematics, Hardcover, Springer, 2007, ISBN 978-0-387-72473-7.
  -  Elementary Dirichlet Series and Modular Forms, Springer Monographs in Mathematics, Paperback, Springer New York, 28 dicembre 2009, ISBN 978-1-4419-2478-0.
- Arithmetic of Quadratic Forms, Springer Monographs in Mathematics, Hardcover, Springer, 15 luglio 2010, ISBN 978-1-4419-1731-7.

### Saggistica
- The Story of Imari: The Symbols and Mysteries of Antique Japanese Porcelain, Hardcover, Ten Speed Press, 1º giugno 2008, ISBN 978-1-58008-896-1.
- The Map of My Life, Hardcover, Berlin, Springer-Verlag, 5 settembre 2008, ISBN 978-0-387-79714-4, MR 2442779.
  -  The Map of My Life, Paperback, Springer New York, 28 dicembre 2009, ISBN 978-1-4419-2724-8.

### Opera omnia
- Collected Papers, Ⅰ: 1954-1965, Hardcover, Springer, 2002, ISBN 978-0-387-95406-6.
- Collected Papers, Ⅱ: 1967-1977, Hardcover, Springer, 2002, ISBN 978-0-387-95416-5.
- Collected Papers, Ⅲ: 1978-1988, Hardcover, Springer, 2003, ISBN 978-0-387-95417-2.
- Collected Papers, Ⅳ: 1989-2001, Hardcover, Springer, 2003, ISBN 978-0-387-95418-9.